# Újezdec (Petrovice I)
Újezdec (německy Aujestetz) je malá vesnice, část obce Petrovice I v okrese Kutná Hora. Nachází se asi dva kilometry severně od Petrovic. Vesnicí protéká Paběnický potok, který je levostranným přítokem řeky Klejnárky.
Újezdec je také název katastrálního území o rozloze 2,39 km².

## Historie
První písemná zmínka o vesnici pochází z roku 1414.